# توم بالدوين (سائق سباق)
توم بالدوين (بالإنجليزية: Tom Baldwin) هو سائق سباق أمريكي، ولد في 14 مارس 1947 في إيست باتشوغ في الولايات المتحدة، وتوفي في 19 أغسطس 2004 في Thompson Speedway Motorsports Park ‏ في الولايات المتحدة.

## وصلات خارجية
- الموقع الرسمي
- توم بالدوين على موقع Racing-Reference.info (الإنجليزية)